# داگو آرژنتینو
داگو آرژنتینو (انگلیسی: Dogo Argentino) داگو آرژنتینو، سگی بزرگ، سفید، ماهیچه‌ای است و در آرژانتین پرورش یافته‌است. این سگ اصولاً به منظور شکارهای بزرگ، از جمله گراز وحشی تربیت می‌شود. نگهداری آن‌ها در انگلستان غیرقانونی است.
این نژاد سگ توسط یک دامپزشک آرژانتینی به نام آنتونیو نورس مارتینز و برادرش در دهه 1920 میلادی پرورش داده شد.
هدف از پرورش این نژاد این بود که شکارچی، نگهبان، و همراه خانوادگی قوی و شجاع داشته باشند. 
نژاد های ترکیب شده:
- Great Pyrenees: برای اندازه و قدرت.
- Irish Wolfhound: برای سرعت و شجاعت.
- Pointer: برای حس بویایی قوی و هوش.
- Great Dane: برای اندازه و قدرت.
- Dogue de Bordeaux: برای قدرت و جسارت.
- Boxer: برای شجاعت و هوش.
- Spanish Mastiff: برای قدرت و توانایی.
- Bulldog: برای شجاعت و سرسختی.
- Bull Terrier: برای شجاعت و سرسختی.

وی با ترکیب نژاد های مختلف توانست سگی با قدرت بدنی، شجاعت، استقامت و وفاداری ایجاد کند. طول عمر این نژاد بسته به عوامل طبیعی و شرایط نگهداری مانند آب و هوا و خورد و خوراک و... از 9 تا 15 سال است. این نژاد اگر از سن کم آموزش نبیند و تا حد نیاز اجتماعی نشود میتواند بسیار خطرناک باشد. هم برای حیوانات دیگر و هم انسان ها. 